# Monti Kukul'bej
I Monti Kukul'bej (in russo Кукульбей?) sono una catena montuosa della Siberia Orientale meridionale nel Territorio della Transbajkalia, in Russia.
I Kukul'bej' si trovano sulla riva destra dei fiumi Borzja e Talanguj. Iniziano a nord-ovest dell'Insediamento di tipo urbano di Šerlovaja Gora (a nord della città di Borzja) e si estendono fino alla valle del fiume Unda che ha origine dai loro speroni orientali. La lunghezza totale della catena è di circa 140 km, la larghezza va dai 30 ai 35 km. Le altezze prevalenti raggiungono i 1000-1200 m, il punto più alto è il monte Učaščina (1 412 m).
La dorsale è composta principalmente da rocce del Precambriano, del Paleozoico e in alcuni punti del Mesozoico. Il rilievo è dominato da montagne medie, sezionate da valli fluviali e dai loro affluenti.